# José María Plácido Caamaño
José María Plácido Caamaño (Guayaquil, 5 de octubre de 1837 - Sevilla, 31 de diciembre de 1900), fue un abogado, terrateniente y político ecuatoriano. Fue presidente del Ecuador durante el período comprendido entre los años 1883 y 1888.

## Biografía
Nació el 5 de octubre de 1837 en Guayaquil y fue bautizado en la iglesia matriz de esta misma ciudad con los nombres de José María Plácido de la Trinidad, el día 19 de octubre siguiente. Sus padres fueron José María Caamaño y Arteta y Dolores Gómez Cornejo y Castro.
Sus estudios primarios y secundarios los realizó en el Instituto Tecnológico Superior Vicente Rocafuerte. Luego se trasladó a Quito, se especializó en jurisprudencia y finalmente se graduó de abogado.
Era nieto del almirante español Jacinto Caamaño y sexto hijo de José María Caamaño y Arteta, quien había sido candidato presidencial en 1865. José María, su padre, había renunciado a la candidatura debido a que consideraba que García Moreno estaba persiguiendo a sus opositores durante las elecciones.
Su ocupación principal fueron los negocios en la hacienda cacaotera de Tenguel, propiedad de su familia, y en el comercio, lo que le dio una gran fortuna.
Participó en la Revolución de Veintemilla contra el presidente Antonio Borrero y colaboró con la primera Jefatura Suprema de Veintemilla. Cuando este decepcionó a los liberales por la mala administración del Estado agroexportador, se pasó a la oposición y fue desterrado a Lima. Desde allí armó y financió la segunda expedición del Sur. Fue miembro del Gobierno Provisorio de Quito de 1883 en el que desempeñó la misión de puente con los gobiernos de Pedro Carbo en Guayas y de Eloy Alfaro en Manabí y Esmeraldas. Logró que los tres gobiernos convocaran la asamblea constituyente de 1883.
Al terminar la presidencia el 30 de junio de 1888, dijo al Congreso: 

"Estas insignias (la banda presidencial y el bastón de mando) no han sido manchadas por indignos procederes y habiendo conseguido salvarlas de la furia revolucionaria, me desprendo de ellas tranquilo, y deseando sólo que sean símbolo de paz, de gloria y de progreso para esta patria querida, a la cual he servido como ciudadano desinteresado y leal, en la medida de mis fuerzas".

 Después de su presidencia fue embajador en Washington y gobernador del Guayas, donde por su influjo se convirtió en el gran elector de la política nacional y en el comienzo y fin de 'La Argolla' que gobernó hasta el triunfo de Alfaro. Siendo gobernador en tiempos del presidente Luis Cordero Crespo, ocurrió el negocio de la compraventa del crucero chileno Esmeralda (caso de 'la Venta de la Bandera'). Se le acusó por esto de peculado. Se exilió a Sevilla, España, donde murió en la pobreza el 31 de diciembre de 1900.

## Presidencia

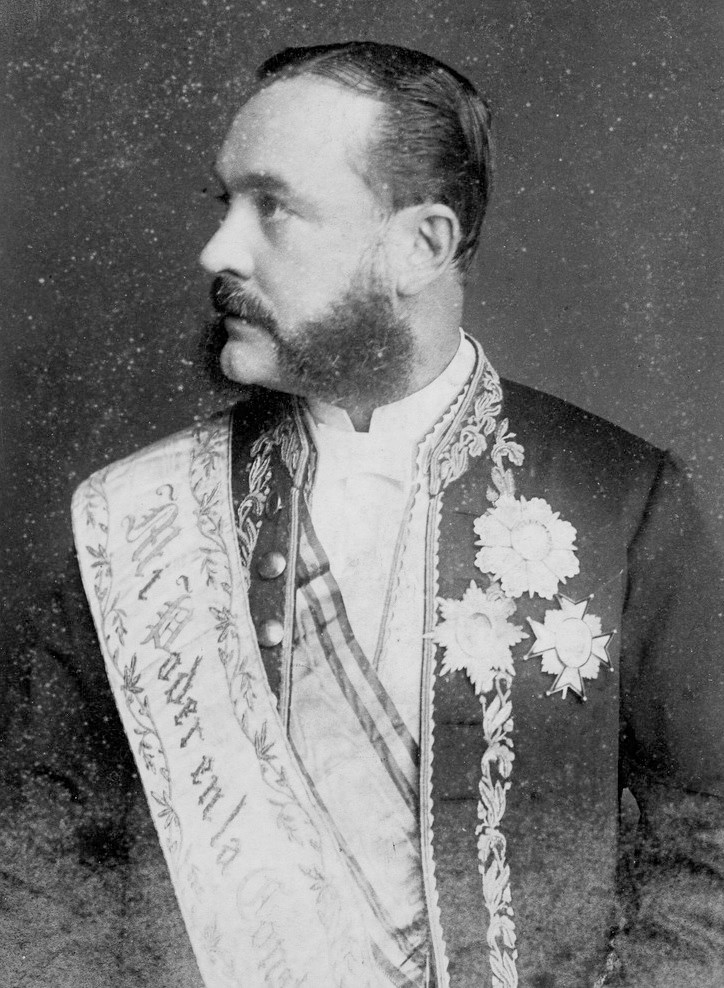
José M. Plácido Caamaño, en la fotografía que serviría para elaborar su retrato presidencial (1888).

La Convención de 1883 estuvo integrada "por los mejores hombres de la República". Participó en un golpe de Estado, Expidió la décima Constitución, que, a juicio del historiador Julio Tobar Donoso, "otorgó las libertades más preciadas: asociación, petición, sufragio, industria, enseñanza y pensamiento, respetando, en cuanto a la última, la religión, la decencia, la moral y la honra y sujetándose en estos casos a la responsabilidad legal". José María Plácido Caamaño fue elegido presidente constitucional por 43 votos; los 13 representantes liberales votaron por Alfaro; Luis Cordero recibió dos votos y hubo uno en blanco. 
La ceremonia del juramento tuvo lugar en la Catedral el 10 de febrero de 1884 a las doce del día. En su discurso de posesión Caamaño fue muy pareo, no hizo promesas ni delineó un programa: Mi único fin será buscar "la ventura nacional, sin miras dañadas, con un corazón sano y una conciencia recta... y conservar la paz e ir después sin odios y sin venganza a buscar el dulce reposo del hogar". Cuando Caamaño terminó su periodo presidencial,-anota el historiador José María Le Gohuir, "más de 500 personas pertenecientes a todas las categorías políticas le formaron un cortejo de honor; y se dio a luz un voluminoso álbum de votos de aplauso, colectivos y personales, reunidos de toda la República". 
La elección de Caamaño, hombre del centro, por sobre el radical Alfaro y el conservador Camilo Ponce Ortiz, fue resultado de una alianza entre los conservadores centristas y los liberales-católicos, que formaron un tercer grupo político que cinco años después habría de constituirse en el Partido Progresista durante la presidencia de Antonio Flores. Provenían del pensamiento republicano, eran antimilitaristas, defendían la supremacía de la ley, respetaban las garantías constitucionales y eran tolerantes en materia religiosa y de ideas. Propugnaban que el Estado tuviera una función directriz en el desarrollo económico y querían reformar la estructura jurídica para adaptarla a las nuevas realidades de la coyuntura del mercado internacional.
Durante su gestión se instaló el telégrafo nacional, se aumentaron cuatro faros en la costa del Pacífico y se cuidó con mucho ahínco del progreso de la república. Caamaño, como presidente, hizo muchos servicios al país ya en lo relativo a la instrucción, ya en lo concerniente a las obras públicas. En su gabinete descollaron José Modesto Espinosa, Vicente Lucio Salazar y el general José María Sarasti. Pero en las revoluciones que se sofocaron se gastaron dos millones de sucres que hubieran servido para la realización de obras.
El presidente hizo un plan de gobierno muy bueno, sobre todo en la educación y en las obras públicas; se crearon escuelas por todas partes, aún en las Islas Galápagos. En el año de 1888 había unos 50.000 alumnos en las escuelas primarias y 29 colegios secundarios funcionaban normalmente. Se reabrió y estructuró la Escuela Militar Náutica; el restablecimiento de la Universidad de Quito, se fundó el Instituto de Ciencias; se mejoraron la Biblioteca Nacional, el Jardín Botánico, la Escuela de Agronomía y el Observatorio Astronómico, se organizaron los archivos legislativos y municipales. Para dirigir el Protector de Quito, organizado por los HH. CC. en el tiempo de Gabriel García Moreno, trajo a los PP. Salesianos, también la Escuela de Bellas Artes en Ibarra; en Pifo, el Colegio Máximo de los PP. Jesuitas, fue el primer centro de ciencias físicas. Las vías de comunicación fueron atendidas sin descanso, se repararon las carreteras nacionales, se aumentaron los ricos bosques de canelo. Se inauguró el telégrafo entre Quito y Guayaquil.
Caamaño se propuso seguir las huellas del García Moreno administrador. Fundó nuevas escuelas primarias, mejoró las existentes que llegaron a contar con 50 mil alumnos e impulsó la creación de escuelas municipales. Hizo subir el número de colegios secundarios a 29. Restableció con profesores nacionales la Escuela Politécnica bajo el nombre de Instituto de Ciencias, reabrió el Observatorio Astronómico y fomentó el Protectorado Católico con la enseñanza de nuevos oficios. Creó la Escuela Náutica y el Archivo Nacional. Contrató a Teodoro Wolf para el levantamiento de cartas geológicas y geográficas y la preparación de una Geografía y Geología del Ecuador e inauguró el Teatro Nacional Sucre. 

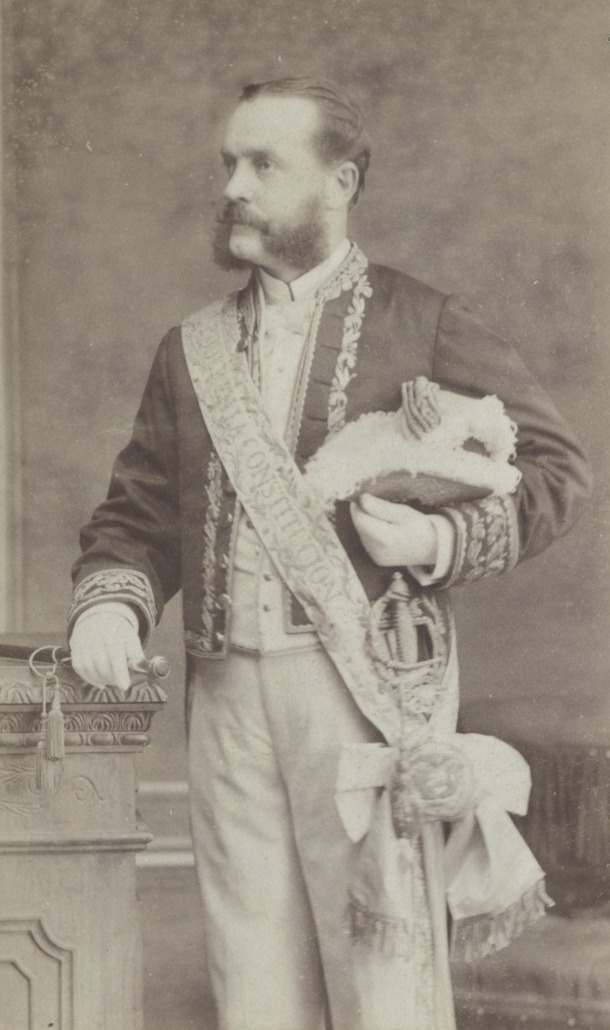
El presidente José María Plácido Caamaño con banda presidencial y bastón de mando. Se aprecia la banda de seda celeste rematada con un gran lazo con el escudo del Ecuador en oro.

Emprendió la reforma de la Policía Urbana, reglamentó la instrucción del Ejército y de la Guardia Cívica y reguló el servicio de faros y correos. Metió en vereda a la burocracia y le exigió puntualidad y trabajo. Como no era hombre de escritorio viajó por las provincias de Carchi, Imbabura, León (Cotopaxi), Tungurahua, Bolívar, Los Ríos, El Oro, Guayas y Manabí para conocer de primera mano las necesidades del Ecuador real. Contrató con Finley y Wiswell la apertura de la trocha para la línea férrea Ibarra-San Lorenzo; y con Marcos Kelly, el ferrocarril Chimbo-Sibambe financiado por un préstamo extranjero de nueve millones de francos, pero la vía solo llegó a prolongarse desde Durán hasta Yaguachi. En esta estación del tren, las montoneras alfaristas atacaron al presidente, que se dirigía a Guayaquil. Era la noche del 6 de febrero de 1886. Los pistoleros mataron al teniente coronel Marco Antonio Jaramillo, edecán del presidente. Este se salvó disparando a los asaltantes, arrojándose al río y nadando hasta la otra orilla. Al día siguiente se impidió un nuevo atentado en Guayaquil.
Tendió 350 kilómetros de línea telegráfica y unió Guayaquil a Quito con un cable subfluvial. Decretó que cada año hubiera una exposición azucarera, empezó a gestionar el cumplimiento de la sustitución del diezmo por un impuesto a la propiedad, promulgó la ley monetaria de los dobles cóndores, los cóndores de oro, el sucre, el medio sucre, los dos décimos, el décimo y el medio décimo de plata y el medio décimo de níquel y puso las bases para la colonización de las Islas Galápagos mediante un contrato con la compañía Suizo-Escandinava de Colonización. 
Promovió "por honor y gratitud nacionales" la traslación de los restos de Rocafuerte desde Lima a Guayaquil y puso los cimientos de la Basílica del Voto Nacional. Como en 1886 Perú trató de pagar su deuda externa con terrenos amazónicos de soberanía ecuatoriana, se llegó mediante el convenio Espinosa-Bonifaz a que "los gobiernos del Perú y del Ecuador sometieran dichas cuestiones a su majestad el Rey de España para que las decida, como árbitro de derecho, de una manera definitiva e inapelable".  
Este dinamismo del Estado Agroexportador fue frenado por el levantamiento de Eloy Alfaro. Ya desde la campaña de Guayaquil hubo tensión entre Alfaro y el Pentavirato. Alfaro perdió las elecciones de 1884 y salió del Ecuador. El 15 de noviembre de 1884 un grupo liberal proclamó la sublevación armada a orillas del río Chapulo en la hacienda "La Victoria ". Otras proclamas parecidas se lanzaron ese mismo día en Esmeraldas y Manabí. Había empezado la Revolución de los Chapulos. Uno de sus líderes, Luis Vargas Torres, explicaba los motivos de la sublevación: El gobierno de Caamaño "estaba lejos de una administración justa, honrada y progresista. Se habían desvanecido las esperanzas que se tenían sobre el buen porvenir de la República". 
El alzamiento respondía a un plan organizado por Alfaro desde Panamá. Allí se había embarcado en el vapor Alajuela para combatir al Gobierno. Tras una primera victoria, Alfaro fue derrotado en el combate naval de Jaramijó. Los Ríos, Manabí y Esmeraldas fueron recuperadas por las tropas del Gobierno. Se fusiló a varios líderes, entre ellos al coronel Nicolás Infante. Pero el movimiento no se extinguió con esta derrota y durante tres años hubo guerra de guerrillas (montoneras) que atacaban de sorpresa las guarniciones militares, los bancos, las embarcaciones fluviales, las estaciones del tren y las propiedades de particulares, incendiaban, pedían rescate y se retiraban a la espesura de la montaña. 
Alfaro organizó una segunda expedición desde Lima. Luis Vargas Torres, que participó en ella, fue derrotado en Loja por el coronel cuencano Antonio Vega y llevado a Cuenca, fue fusilado. A los otros prisioneros se les conmutó la pena de muerte porque lo solicitaron. Vargas Torres no lo hizo y aunque huyó, regresó a su prisión para evitar represalias contra sus compañeros. Solo a instancias de algunos liberales católicos cuencanos solicitó a última hora la conmutación de su condena; pero el Consejo de Estado ratificó la pena de muerte. Cuando le visitó el obispo de Cuenca Miguel León, y trató de que se confesara, Vargas le dijo: "Ustedes ven la luz de un lado. Yo la veo del opuesto. Pierde usted su tiempo". Durante la tarde del 19 y la madrugada del 20, día de su ejecución, escribió el opúsculo "Al borde de la tumba" y una carta a su madre. Según Robalino, "llegada la hora, con coraje desafiante, puso sus manos en las bocamangas del chaleco, adelantó el pie izquierdo y esperó la descarga". Eran las nueve menos 20 del 20 de marzo de 1887. Fue para los radicales -con la experiencia actual- el Che Guevara de los chapulos. La mala fama de Caamaño entre los historiadores liberales obedeció a la energía con que reprimió a los montoneros. Solicitó préstamos a los bancos para combatirlos y recurrió al exilio inconstitucional y a la pena de muerte, recurso "legítimo", gracias a una muy debatida y cuestionada reforma a la Constitución de 1884. 
Al fin pudo terminar Caamaño sus cuatro años de presidencia, luego de convocar a elecciones en las que se debatían las candidaturas de Camilo Ponce Ortiz, Manuel Ángel Larrea y Antonio Flores Jijón. Llegado el tiempo de la votación, fue elegido el Dr. Antonio Flores Jijón del Partido Progresista.
Caamaño ya fuera de la Presidencia de la República, aceptó algunos cargos públicos como el de Gobernador del Guayas en la Administración de Luis Cordero Crespo, en la que sucedió el bullido caso de la "venta de la Bandera", por el que se acusó a Caamaño de ladrón de 30.000 libras, causa que no fue desmentida ni justiciada. Caamaño huyó del país y se exilió en España.

## Legado
En calidad de presidente de la República del Ecuador, impulsó la educación, las ciencias y las artes. Reformó la administración pública. Durante su primer año de mandato, el 22 de marzo de 1884 ordenó la emisión de la moneda nacional conocida como sucre.

## Fallecimiento
Murió exiliado, en la ciudad de Sevilla, el 31 de diciembre de 1900, a los 63 años en estado de pobreza.

## Sucesión
| Predecesor: Ignacio de Veintemilla (De facto) | Miembro del Gobierno Provisional del Ecuador (Gobierno de facto) 9 de julio de 1883 - 11 de octubre de 1883 | Sucesor: El mismo (Presidente de la República) |